# شیپلی، ساسکس غربی
شیپلی (به انگلیسی: Shipley) یک روستا و محله مدنی در بریتانیا است که در Horsham District واقع شده‌است. شیپلی ۳۱٫۲۶ کیلومتر مربع مساحت و ۱٬۰۷۵ نفر جمعیت دارد.